# NGC 1159
NGC 1159 is een lensvormig sterrenstelsel in het sterrenbeeld Perseus. Het hemelobject werd op 2 december 1883 ontdekt door de Franse astronoom Édouard Jean-Marie Stephan.

## Synoniemen
- PGC 11383
- UGC 2467
- ZWG 540.23
- IRAS02575+4257